# Teretiopsis levicarinatus
Teretiopsis levicarinatus is een slakkensoort uit de familie van de Raphitomidae. De wetenschappelijke naam van de soort is voor het eerst geldig gepubliceerd in 1989 door Kantor & Sysoev.